# Alexei Volkoff
Pour les articles homonymes, voir Alexeï Volkoff, Volkoff et Agent X.
Alexei Volkoff, Hartley Winterbottom de son vrai nom, est un personnage de fiction de la série télévisée Chuck. Il est interprété par Timothy Dalton.

## Biographie
Il s'agit d'un inoffensif scientifique, ami de Stephen Bartowski. Recruté pour une mission, il se voit implanter la personnalité d'Alexei Volkoff, industriel russe richissime et plus dangereux trafiquant d'arme au monde.
C'est pour infiltrer son organisation que Mary Bartowski est obligée de quitter sa famille. Alexei Volkoff en tombe amoureux, allant jusqu'à tuer l'un de ses gardes pour elle.

## Personnalité

### Alexei Volkoff
Volkoff se définit comme à la fois gentil et sadique. Il se proclame tout à fait capable de tuer un homme de sang-froid et sans remords, apparaît surtout comme obéissant, jovial, presque une caricature[pas clair] et ayant un grand sens de l'humour.
Son attirance pour Mary Bartowski le pousse à tuer. Quand il découvre qu'elle le trahit depuis vingt ans, il tue l'un de ses propres gardes car il "préfère tuer plutôt que de vivre sans elle".
Volkoff a la plupart du temps un comportement tout à fait inattendu, comme lorsqu'il dit à Sarah être un "romantique" et un amoureux de la "poésie, de la peinture et de l'art du massage", qu'il révèle qu'il considère Staline comme son poète et mécène préféré, ou lorsqu'il découvre le lien de parenté entre Chuck et Mary : il s'invite chez Ellie et Devon pour un dîner de famille[pas clair].
Avec réjouissance, il participe à un programme de rééducation dans la prison ou il est incarcéré qui consiste à présenter des excuses à tous ceux à qui il a fait du tort, que ce soit en les menaçant avec un couteau, ou en sortant son pistolet. Bien qu'il prétende être adoré par les enfants, sa plus longue visite jamais faite à sa fille dure dix minutes. Lorsqu'il est interrogé, il mentionne des faits non pertinents ou inventés et cite des scènes du film Avatar de James Cameron qu'il a vu récemment en prison.
Selon un stéréotype russe, il salue tout le monde par des accolades et par des embrassades sur les joues.

### Dr. Hartley Winterbottom
La seconde, et la vraie personnalité du personnage est celle de Hartley, un scientifique pacifiste, doux et docile, au point que même Clyde Decker le qualifie d'agneau. À la fin de la saison, Hartley est terrifié à l'idée d'enfourcher une moto, pour répondre à sa fille qu'il n'a jamais connu et qui dirige l'entreprise fondée par son alter ego Alexei Volkoff. Il méprise les armes et semble presque terrifié par elles ; il est aussi incapable de mentir.
Avant l'installation de l'Intersecret, Hartley était un proche ami de Stephen et de Mary Bartowski.
Ayant un bon cœur, Hartley n'a pas hésité un instant à fuir à l'étranger avec sa fille Vivian, bien que ne sachant rien d'elle, afin de la libérer de la position inconfortable de l'héritier de l'empire criminel Volkoff. En outre, il a aussi un caractère généreux, puisqu'il a donné les fonds de l’industrie Volkoff à Chuck et à Sarah, soit "887,000,000 dollars" comme cadeau de mariage.